# Rebrasti obok
Rebrasti obok je arhitekturna značilnost za prekrivanje širokega prostora, kot je cerkvena ladja, sestavljena iz ogrodja križanih ali diagonalno obokanih reber. Različice so bile uporabljene v rimski, bizantinski, islamski, romanski in zlasti gotski arhitekturi. Tanke kamnite plošče zapolnijo kape oziroma prostor med rebri. To je močno zmanjšalo težo in s tem pritisk oboka navzven. Rebra prenašajo obremenitev navzdol in navzven na določene točke, običajno vrste stebrov ali slopov. Ta lastnost je arhitektom gotskih stolnic omogočila, da so naredili višje in tanjše stene ter veliko večja okna.
Rebrasti oboki so tako kot banjasti oboki sestavljeni iz dveh ali treh križajočih se banjastih obokov; rebra skrivajo stik obokov.
Najzgodnejši ohranjeni primer v islamski arhitekturi je Velika mošeja v Córdobi v Al Andaluzu (sodobna Španija), ki je nastala stoletje pred najzgodnejšimi romanskimi primeri. Kot alternativa banjastim obokom v cerkvenih ladjah, so se rebrasti oboki v zgodnjegotski arhitekturi 12. stoletja začeli uporabljati v obokih, ki so bili izdelani s šilastimi oboki, ki so bili že poznani tudi v romanskem slogu. V teh obokih, tako kot v banjastih, je bila teža usmerjena v vogale, kjer so ga lahko podpirali slopi, stebri ali stene. Stene v gotskih stavbah so pogosto podpirali ločni oporniki. Ti elementi so omogočili gradnjo zgradb z veliko višjimi in tanjšimi stenami kot prej, z ogromnimi obočnimi polami in večjimi vitraji, ki so strukturo polnili s svetlobo.

## Zgodnja zgodovina
Križnorebrasti oboki so po obliki podobni predhodno razvitim banjastim obokom, vendar se bistveno razlikujejo po konstrukciji, saj so rebra zdaj prevzela nosilno funkcijo. Prvi križnorebrasti oboki so nastali v obdobju romanike z umestitvijo ravnega trakastega rebra na sleme (od tod tudi trakast rebrasti obok), ki je imel sprva dekorativno in konstrukcijsko ne nosilno funkcijo.
Rimljani so uporabljali zgodnjo različico rebrastega oboka za krepitev banjastih obokov. V teh rimskih obokih so bila opečna rebra vgrajena v beton oboka. To se je razlikovalo od poznejših gotskih obokov, kjer so bila rebra ločena od polnilnih plošč, kar je gotskim obokom dalo prožnost in s tem večjo trdnost.  Rimljani so ta vdelana rebra, skrita v strukturi, uporabljali tudi za krepitev betonske površine kupol, kot je Panteon. 
Rebrasti oboki niso bili pogosti v zidanih stavbah v bizantinski arhitekturi, vendar je štiri rebraste oboke zgradil v samostanu Hosios Loukas v bizantinski Grčiji po letu 1000 našega štetja. V zdaj porušenem mestu Çanlı Kilise v bizantinski Kapadokiji pa je več cerkva opremljenih s srednje velikimi rebrastimi oboki. Po četrti križarski vojni so v Grčiji pod Frankokratijo zgradili številne druge rebraste oboke. Rebraste oboke so poznali tudi v langobardski, armenski, perzijski in islamski arhitekturi.

## Križni obok

### Islamska arhitektura
V mavrski arhitekturi v Španiji so islamski arhitekti vidneje uporabili te rebraste oboke. Pomemben primer najdemo v Veliki mošeji v Córdobi, ki jo je začeli graditi v 9. stoletju in razširil med letoma 922 in 965 Al-Hakam II.  Kapela Villaviciosa, kot je ta del mošeje postal znan, ko so jo v 13. stoletju spremenili v rimskokatoliško cerkev, ima kupolo, ki sloni na rebrih in pendantivih.[16] Na vsaki točki kvadrata je presečišče z drugim lokom, tako da je vsako presečišče stičišče treh lokov. Na vsakem vogalu je še ena miniaturna kupola s križnim obokom.  V drugih kupolah rekonstrukcije Velike mošeje iz 10. stoletja se rebra sekajo izven središča in tvorijo osemkrako zvezdo v središču, ki ima vrh s pendantivom kupole.
Križni oboki mošeje-stolnice v Córdobi so služili kot vzor za poznejše mošejske stavbe na islamskem zahodu, vključno z Al Andaluzom in Magrebom. Približno leta 1000 našega štetja je bila Mezquita de Bab al Mardum (mošeja Cristo de la Luz) v Toledu zgrajena s podobnim osemrebrastim obokom. Kupola je podprta tako z rebri kot s pendantivi, ki prenašajo njeno težo na spodnje stene. Podobni oboki so vidni tudi v stavbi mošeje Aljafería v Zaragozi. Arhitekturna oblika rebrastega oboka se je nadalje razvila v Magrebu: osrednja kupola Velike mošeje Tlemcen, delo Almoravidov, zgrajenih leta 1082, ima dvanajst vitkih reber, školjka med rebri je zapolnjena s filigransko štukaturo.
- Kapela Villaviciosa, Velika mošeja, Córdoba (962–965)
- Mošeja Cristo de la Luz, Toledo, Španija (ok. 1000)
- Aljafería v Zaragozi (11. st.)

### Romanska arhitektura
V 11. stoletju se je rebrasti obok v severni Evropi še naprej razvijal, saj so graditelji iskali način, kako zgraditi vse večje kamnite oboke, ki bi nadomestili lesene strehe romanskih cerkva, ki so jih pogosto uničevali požari. V romanskih stolnicah in cerkvah so običajno uporabljali banjasti obok z zaobljenimi loki in križni obok, ki se je uporabljal, ko sta se dva banjasta oboka križala pod pravim kotom, da pokrijeta ladjo. Teža obokov je pritisnila neposredno na stene spodaj, kar je zahtevalo debelejše stene in manjša okna. [17]
Saint-Philibert de Tournus ima izjemne romanske oboke, zgrajene med letoma 1008 in 1050. Ladja in kapela imata vzporedne prečne banjaste oboke, medtem ko sta stranski ladji obokana s križnim obokom.
Stolnica v Speyerju v Nemčiji je največja od vseh obstoječih romanskih cerkva v Evropi in ima dobre primere romanskih banjastih in križnih obokov v ladji. Križni oboki so bili zgrajeni leta 1060, vendar so jih morali v letih 1090–1103 okrepiti s prečnim lokom med vsakim obokom.[18]
Kraljevina Anglija in vojvodina Normandija sta postali središči arhitekturnih inovacij v poznem 11. stoletju. Še pred normanskim osvajanjem leta 1066 je angleški kralj Edvard Spovednik v Westminstrsko opatijo (1055–65) uvedel romanske lastnosti. [19] Viljem I. Osvajalec je zgradil kupole opatije Saint-Étienne v Caenu z nekakšnim prekrižanim rebrastim obokom, zvezdastim obokom v osrednji luči. Abbaye-aux-Dames, prav tako v Caenu, je bila v 1080-ih letih pokrita z dvema velikima obočnima polama kamnitih križnih obokov, kar je bila ena najzgodnejših uporab v Evropi, ki je pokrila tako širok razpon.
- Romanski oboki Saint-Philibert de Tournus (1008–1050)
- Romanska ladja in oboki stolnice v Speyerju (1082–1103)
- Križni obok z rebri, samostanska cerkev Sainte-Croix Quimperlé, Bretanja  (1083)
- Zvezdni obok, Opatija Saint-Étienne, Caen (1065–1166)
- Križni obok kora Opatija Sainte-Trinité, Caen (1080-ta)

### Prehod v gotsko arhitekturo
Gradnja nove stolnice v Durhamu se je začela leta 1093 pod vodstvom normanskega škofa Williama de St-Calaisa. Prvotno je bil namen izgradnje v celoti z zaobljenimi križnimi oboki, a ko so se dela nadaljevala na ladji, so normanski graditelji eksperimentirali s šilastimi loki, ki so težo usmerili navzven in navzdol. Prostor med rebri je bil napolnjen z majhnimi kosi kamna. Na njegovih vogalih so težo podpirale kolonete (skupina manjših stebričev), ki so jo prenesle pritisk navzdol na izmenično postavljene stebre in slope in ne na stene. Ker so plošče sorazmerno tanke, so ti rebrasti oboki lažji od prejšnjih banjastih in križnih obokov, tako da bi lahko bile stene višje in bi lahko imele večja okna.
Dela so se začela na vzhodnem koncu Durhamske stolnice; oboki nad ladjami so bili dokončani leta 1096, nad korom pa leta 1107. Oboki nad glavno ladjo, s šilastimi loki, so se začeli okoli leta 1130. Zaradi šilastih lokov se je zdelo, da se je zgornja raven zlila v streho v enotno celoto. Durhamski eksperiment pa je hitro naletel na težave. Obočne plošče v prezbiteriju so bile narejene iz ometanih ruševin in so bile težje od pričakovanega ter so začele pokati in jih je bilo treba leta 1235 zamenjati. Medtem se je eksperimentiranje s šilastimi rebrastimi oboki preselilo v Francijo, kjer so bile tanjše in lažje plošče narejene iz majhnih rezanih kosov kamna in ne iz ruševin.
Romanska opatija Lessay v Normandiji je okoli leta 1098 dodala zgodnjegotske rebraste oboke v koru, ki so pokrivali dele kora in ladje. V drugi svetovni vojni je bil uničen, vendar obnovljen. Kupola romanske cerkve Svetega groba v Cambridgeu v Angliji, ki se je začela graditi leta 1130, ima v kupoli rebra, čeprav se kupola opira na pendantive, rebra pa so bila večinoma okrasna. Romanska stolnica Cefalù v normanskem kraljestvu Sicilija, ki se je začela graditi v letih 1148–1240, ima romanski rebrasti obok.
Prehod iz romanike v gotiko je viden tudi v ladji cerkve opatije Fontenay (1147), kjer so okrogle oboke banjastih obokov zamenjali oboki z rahlo zašiljenimi oboki.
- Ladja - stolnica v Durhamu, (1093–1135)
- Zgodnji rebrast obok vzhodnega konca opatije Lessay, Normandija (ok. 1098) (slika pred drugo svetovno vojno)
- Ladja opatije Vézelay, (1104–1132) z romanskimi oboki v ladiji (v ospredju) in gotskimi rebrastimi oboki v koru (ozadju)
- Obokana cerkev opatije Fontenay (1130–1147)
- Normansko-romanski oboki v koru stolnice v Cefalùju (1148–1240)

Druge različice rebrastih obokov, običajno s polkrožnih lokov, so se pojavile v Lombardiji v baziliki sv. Ambroža v Milanu konec 11. stoletja in v jugozahodni Franciji v opatiji v Moissacu (11.-12. stoletje). Običajno so bili to križni oboki, sestavljeni tako, da sta dva banjasta oboka združila pod pravim kotom. Druge vrste obokov so bile okrasni, na primer zvezdnati oboki, ki so jih uporabljali za okrasitev stolpa lanterne na strehi stolnice v Caenu in stolnice v Laonu, ali rebra na notranjosti kupole Okrogle cerkve v Cambridgeu (1130).
- Cerkev samostana Sainte-Croix Quimperlé (1083)
- Cerkev Svetega groba, Cambridge (c. 1130)
- Zvezdasti obok, Caenske stolnice (1065–1166)
- Obok z lanterno, Laonska stolnica (1150s–1230)
- Bazilika svetega Ambroža, Milano (12. st.)

### Šestdelno obokanje
Pri šestdelnem obokanju je bila vsaka obočna pola s tankimi kamnitimi rebri razdeljena na šest predelkov. Vmesna rebra, ki so diagonalno prečkala obok, so tvorila koničast lok, zraven pa je bil še dodaten vmesni koničasti lok. Ker so rebra nosila težo, so bile plošče obokov narejene iz majhnih kosov kamna in so bile veliko lažje od tradicionalnih banjastih obokov. Rebra so prenašala težo navzven in navzdol preko vitkih stebrov do slopov na spodnji ravni. Teža ni bila enakomerno porazdeljena; dodatno težo diagonalnih prečnih lokov so podpirali masivni stebri, medtem ko so vmesni prečni lok podpirali enostavni stebri. Ker so težo obokov nosili stebri in slopi, ne zidovi, bi lahko bile stene tanjše in višje, zapolnili pa bi jih lahko z večjimi vitraži.
Šestdelni obok se je pojavil skoraj istočasno v Angliji in Franciji. Prva stolnica, ki jih je  uporabljala, je bila stolnica v Durhamu, ki se je začela graditi leta 1093. Zgodnje primere šestdelnih rebrastih obokov najdemo v Abbaye-aux-Hommes (začetek 1066) in Abbaye-aux-Dames v Caenu. Nato so se pojavili v stolnici Noyon (začelo 1131); kvadratna gotska veranda romanske cerkve opatije Vézelay v Franciji (1132); stolnica v Sensu (začetek 1135); kor opatije Saint-Denis (začetek 1140); Notre-Dame de Paris (začetek 1163); stolnica v Bourgesu in stolnica v Laonu. Rebraste oboke je zgradil William the Englishman v stolnici v Canterburyju in v kapeli St Faith's v Westminstrski opatiji (1180).
- Šestdelni rebrast obok v narteksu bazilike v Vézelayu (1132)
- Ambulatorij - Stolnica sv. Dionizija, Saint-Denis (končana 1144)
- Šestdelni rebrast obok stropa ladje  Notre-Dame de Paris (1163–1345)
- Šestdelni rebrast obok v stolnici v Sensu (1135–1164)
- Stolnica v Cefalùju (1131–1240), z rebrastim obokom v prezbiteriju na vzhodnem koncu

### Štiridelno obokanje
Med visoko gotiko se je pojavila nova različica rebrastega oboka: štiridelni rebrni obok, ki so ga uporabljali v stolnici v Chartresu, stolnici Amiens in stolnici Reims. Rebra tega oboka so enakomerneje porazdelila težo na štiri nosilne stele spodaj in vzpostavila tesnejšo povezavo med ladjo in spodnjimi deli cerkvenih zidov ter med spodnjimi arkadami in okni zgoraj. To je omogočilo večjo višino in tanjše stene ter prispevalo k močnemu vtisu navpičnosti, ki so ga dajale novejše stolnice. Stolnica v Durhamu iz 11. stoletja (1093–1135) s prejšnjimi šestdelnimi rebrastimi oboki je visoka 22 metrov. Ladja Notre-Dame de Paris iz 12. stoletja, prav tako s šestdelnimi rebrastimi oboki, je visoka 35 metrov. Kasnejša stolnica v Amiensu (zgrajena 1220–1266) z novimi štiridelnimi rebrnimi oboki ima ladjo visoko 42,30 metra. Najvišja ladja vseh gotskih stolnic je v stolnici v Beauvaisu, čeprav je bila dokončana le ena obočna pola. Njena višina je 47,5 m, nekoliko višja od ladje bazilike sv. Petra v Rimu.
- Štiridelni rebrasti oboki v stolnici v Amiensu (1220–1270) so omogočali večjo višino in večja okna
- Močnejši štiridelni rebrni oboki v stolnici v Rouenu (13. st.)
- Kor stolnice v Beauvaisu (1225–1272), najvišja notranjost gotskih cerkva..
- Ladja Kölnske stolnice  (1248–1322)
- Dvorana straže Conciergerie, del prejšnje kraljeve palače, v Parizu (13. st.)

### Tierceron, lierne in pahljačasti oboki
V zadnjem obdobju gotske arhitekture, na začetku 14. stoletja, so se v Angliji pojavili različni novi oboki v perpendicular gotskem slogu. Med temi so bili oboki s tierceron (terciarnimi) rebri in lierne (veznimi) rebri ter pahljačasti oboki.
Tierceron oboki uporabljajo terciarna rebra (tierceron) poleg glavnih strukturnih reber pravilnega štiridelnega oboka. To je mogoče videti v ladji Exeterske stolnice, ki se je začela leta 1310; masivni obok ima obilico tierceronskih reber, kot so palmovi listi, s kar enajstimi tierceroni, ki se ukrivljajo navzgor iz enega začetnega kamna. Tiercerone najdemo tudi v oboku kapitlja Wellske stolnice (začetek 1330). Drug primer okrasnega oboka iz tiercerona je obok v obliki zvezde, vstavljen v osmerokotno lanterno stolnice Ely (1322–1342). Ta uporaba okrasnega rebra je bila značilnost perpendicula gotike v Angliji. 
Oboki lierne tudi zastopajo vidno mesto v perpendicula gotski arhitekturi Anglije. Lierne so kratka povezovalna rebra, ki povezujejo eno rebro z drugim. Prekrivajo vrzeli med glavnimi diagonalnimi rebri in tierceroni, kar ima za posledico lierne oboke ali zvezdne oboke (imenovane po obliki zvezde, ki nastane s povezovanjem liernov). Ta vrsta rebrastega oboka se je pojavila v 14. stoletju v decorated obdobju. Primera sta Gloucesterska stolnica in cerkev Saint-Pierre, Caen.
Pahljačasti obok je edinstven tip rebrastega oboka, ki je značilen za Anglijo. Rebra so enake krivulje in so enako oddaljena, na način, ki spominja na pahljačo. Tako je za razliko od gotskih obokov, ki izhajajo iz koničastih lokov, pahljačasti obok sestavljen iz polkrožnih konoidov. Kapela King's College, Cambridge ima največji strop s pahljačastim obokom na svetu.
- Tierceronski oboki stolnice v Exetru
- Marijina kapela, Stolnica Ely (začetek 1321)
- Lierne obokanje v  stolnice v Gloucestru (1331)
- Canterburyjska stolnica – obokana ladja (pozno 14. st.)
- Poznogotski zvezdast obok samostana Batalha, Portugalska (1386)
- Pahljačast obok kapele King's College, Cambridge (1446–1554)
- Cerkev Saint-Pierre, Caen (15. st.)
- Pahljačast obok opatije Bath (večinoma 19. st.)

## Funkcija
- Struktura šestdelnega gotskega rebrastega oboka (risbe Eugènea Viollet-le-Duca) Šestdelni obok je lahko pokrival dve obočni poli ladje, vendar je zahteval izmenične stebre in slope, ki so podpirali razliko teže, porazdeljeno po prečnici in diagonali rebra.
- Dinamika rebrastega oboka, s pritiskom navzven in navzdol iz reber, ki so uravnoteženi s stebri in oporniki. Kosi v modelu lahko stojijo sami, brez cementa. (Narodni muzej francoskih spomenikov, Pariz).
- Rebrasti oboki podpirajo streho; silo teže prenesejo navzven in navzdol skozi mrežo tankih kamnitih reber, ki so s tankimi stebri povezani s slopi in stebri spodaj ter z oporniki zunaj.

Razvoj rebrastega oboka je bil posledica iskanja večje višine in več svetlobe v ladjah stolnic. V romanskih stolnicah je bila ladja tipično prekrita z nizom križnih obokov, ki so nastali s presečiščem dveh banjastih obokov. Oboki so pritiskali neposredno na stene. Križni oboki so bili bombée ali približno kupolaste oblike. Da bi vzdržali težo obokov, so morali biti zidovi še posebej debeli, okna pa so bila odsotna ali zelo majhna. Ta problem je bil v začetku 11. stoletja rešen z uvedbo gotskega rebrastega oboka.
Rebrasti oboki so okrepljeni z mrežo tankih kamnitih reber (francosko: ogives). Pri prvih šestdelnih obokih je bil obok podprt z dvema diagonalnima križnima rebroma in vmesnim rebrom, ki sta obok skupaj delila na šest delov. Diagonalna rebra so bila v obliki polkrožnih lokov, ki so dvignili središče oboka nad nivo prečnih lokov in stenskih reber ter mu dali videz majhne kupole. (Ta vrsta oboka je vidna v ladji sv. Ambroža v Milanu). V nekaterih novih cerkvah so se arhitekti spopadli s tem, da so dvignili zgornji del svojih lokov. To so poskusili v nekaterih najzgodnejših gotskih cerkvah, zlasti v Abbaye-aux-Hommes in opatiji Lessay v Normandiji.
Problem je bil na koncu rešen z uvedbo šilastega loka za prečna in ločljiva rebra oboka. Zašiljeni lok je bil že dolgo znan in uporabljen zaradi svoje veliko večje trdnosti in manjšega pritiska, ki ga je izvajal na stene. Če se uporablja za rebrast obok, ne glede na to, kako ozek ali širok je razpon, bi lahko s sprejetjem koničastega loka njegov vrh uskladili z višino diagonalnih reber.Rebra so nosila težo oboka navzven in navzdol. Rebra so bila združena v stebre, od katerih je vsak združeval štiri rebra, ki so se po stenah spuščali do arkad na slopih v pritličju. Zunaj so stene dobile večjo moč z dodatkom težkih kamnitih opornikov. Trdnost rebrastih obokov je omogočila tanjše stene, kar pa je omogočilo večja okna na zgornjih nivojih, ki so ladjo polnila s svetlobo. Sčasoma so omogočili ogromna rožna okna gotskih stolnic.
Ta šestdelni obok je bil uspešno predstavljen v stolnici Noyon, stolnici Laon in Notre-Dame de Paris. En sam šestdelni obok bi lahko pokrival dva prečna dela ladje Notre-Dame. Vendar je imel obok s šestimi rebri svoje težave. Teža ni bila enakomerno porazdeljena na stebre v pritličju. Ko je obok pokrival dve prečnici, so bili potrebni bolj masivni stebri, ki so nosili težo dvojnih, diagonalnih reber, kot za vmesna rebra. Ta problem je bil rešen s poenostavitvijo oboka in odpravo vmesnega rebra, pri čemer je bil izdelan štiridelni rebrasti obok. Po tem sistemu, ki so ga takoj uporabili v stolnici v Amiensu, Reimsski stolnici in mnogih drugih, je imel vsak prečni del le en štiridelni obok. Zaradi te inovacije, skupaj z uporabo ločnih opornikov, so gotske stene stolnice postajale vse višje, z vedno večjimi okni.
Poenostavitvi rebrastega oboka je, zlasti v Angliji, kmalu sledila še ena težnja – da bi jih naredili bolj zapletene. Eden najzgodnejših primerov uvedbe vmesnega grebenskega rebra najdemo v ladji stolnice v Lincolnu; ta element, imenovan grebensko rebro, ni bil povezan s stenami. Arhitekti v Angliji so začeli dodajati nova rebra, večinoma za okras. V ladji stolnice v Exeteru so bila med stenskim in diagonalnim rebrom tri vmesna rebra. Da bi prikrili stičišče različnih reber, so bila njihova križanja okrašena z bogato izrezljanimi sklepniki, ta praksa pa se je povečala z uvedbo drugega kratkega rebra, znanega kot lierne obok. Lierne, izraz, ki ga v Franciji uporabljajo za grebensko rebro, se v angleščini nanaša na kratka rebra, ki se križajo med glavnimi; ti so bili uporabljeni predvsem kot dekorativni elementi, na primer v zvezdastih obokih, katerih eden najboljših primerov je v oboku zračnega okna Crosby Halla v Londonu. Rebra so postajala vse bolj in bolj dekorativna, kar je vodilo do izredno dodelanega in okrasnega pahljačastega oboka, ki so ga prvič uporabili v koru Gloucesterske stolnice.

## Konstrukcija
Prvi korak pri gradnji oboka je bil lesen oder do višine vrha nosilnih stebrov. Nato je bil na vrhu odra zgrajen natančen lesen okvir v natančni obliki reber (francosko: nervures). Kamnite dele reber so nato previdno položili v okvir in jih spojili z malto. Ko so bila rebra vsa na svojem mestu, je bil ključni kamen, sklepnik, nameščen na vrhu, kjer so se zbližala. Ko je bil sklepnik na mestu, so lahko rebra stala sama, podprta s svojo težo, ki je pritiskala navzdol in navzven. Delavci so nato napolnili predelke med rebri z majhnimi vgrajenimi kosi opeke ali kamna. Okvir je bil odstranjen. Zidanje predelkov je bilo debelo približno 15 cm. Ko so bili predelki končani, je bila njihova notranja površina ometana in nato pobarvana.
Gradnja srednjeveškega rebrastega oboka je bila zapletena operacija, v katero je bila vključena ekipa specializiranih delavcev. Zidarji so bili tesači (francosko taileurs), ki so rezali kamen; zidarji (poseurs), ki so postavljali kamne na svoje mesto; in plastiki (morteliers), ki so kose spajali z malto. Ti obrtniki so delali skupaj z mizarji in tesarji, ki so gradili kompleksne odre in modele.